# Jørn Krab
Jørn Krab (Haderslev, 3 de diciembre de 1945) es un deportista danés que compitió en remo. Es hermano del también remero Preben Krab.
Participó en los Juegos Olímpicos de México 1968, obteniendo una medalla de bronce en la prueba de dos con timonel.

## Palmarés internacional
| Juegos Olímpicos | Juegos Olímpicos          | Juegos Olímpicos  | Juegos Olímpicos |
| Año              | Lugar                     | Medalla           | Prueba           |
| ---------------- | ------------------------- | ----------------- | ---------------- |
| 1968             | Ciudad de México (México) | Medalla de bronce | Dos con timonel  |